# Prințul Louis de Battenberg
Louis Alexander Mountbatten, Marchiz de Milford Haven (24 mai 1854 – 11 septembrie 1921), a fost prinț german înrudit cu familia regală britanică, fiu rezultat din căsătoria morganatică a tatălui său Prințul Alexandru de Hesse și Rin cu contesa Julia Hauke.
La 30 aprilie 1884, la Darmstadt, în prezența reginei Victoria, Prințul Louis s-a căsătorit cu nepoata reginei, Prințesa Victoria de Hesse și de Rin.  A urmat o carieră în marina regală devenind protejat al viitorului rege - unchiul său prin alianță - Eduard VII.
 
La 31 decembrie 1891, Prințul Louis a fost promovat la rang de căpitan și a devenit aide-de-camp al reginei, post pe care l-a păstrat atât în timpul regelui Eduard VII cât și a regelui George V. În 1904 devine contra-amiral iar în 1908 vice-amiral.

## Tinerețe

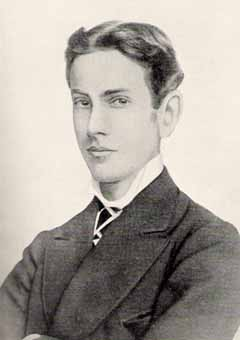
Prințul Louis fotografiat de Carl Backofen la Darmstadt, 1869

Louis s-a născut la Graz, Austria, și a fost al doilea copil și fiul cel mare al Prințului Alexandru de Hesse și Rin și a soției morganatice a acestuia, contesa Julia von Hauke.
Din cauza filiației morganatice, lui Louis i s-a refuzat rangul tatălui său în Marele Ducat de Hesse și de la naștere a purtat titlul de conte de Battenberg moștenit de la mama sa. La 26 decembrie 1858 a devenit Alteța Sa Serenisimă Prințul Louis de Battenberg când mama sa a fost numită Prințesă de Battenberg prin decret dat de fratele soțului ei,  Ludovic al III-lea, Mare Duce de Hesse.
La scurtă vreme după nașterea lui Louis, tatăl său a staționat cu armata austro-ungară de ocupație în nordul Italiei în timpul celui de-al doilea război italian de independență. Louis și-a petrecut primii ani în nordul Italiei sau în cele două case ale Prințului Alexandru din Hesse: castelul Heiligenberg din Jugenheim și palatul Alexandru din Darmstadt. Mama lui vorbea cu el în franceză și guvernanta era britanică.
Ca oaspeți la Heiligenberg au fost rudele Prințului Alexandru, familia imperială rusă și verișorul său, Prințul Louis de Hesse. Influențat de soția vărului său, Prințesa Alice, o fiică a reginei Victoria, și de către Prințul Alfred, un alt copil al reginei Victoria, Battenberg a intrat în marina regală la 3 octombrie 1868 la vârsta de 14 ani și a devenit cetățean naturalizat britanic. A fost cadet naval la bordul HMS Victory.
În ianuarie următor, Prințul și Prințesa de Wales au navigat pe Mediterană și Marea Neagră cu fregata HMS Ariadne iar Prințul de Wales a cerut ca Louis să fie numit pe navă, îninte ca el să-și termine studiile. Louis i-a însoțit și când au vizitat Egiptul, unde au vizitat șantierul Canalului Suez.

## Căsătorie și familie
În septembrie 1883, regina Victoria a aprobat numirea lui pe yacht-ul reginei, HMY Victoria and Albert. La 30 aprilie 1884 în prezența reginei, Prințul Louis s-a căsătorit la Darmstadt cu nepoata ei, Prințesa Victoria de Hesse. Soția lui era fiica cea mare a cele de-a doua fiice a reginei Victoria, Prințesa Alice, și a soțului acesteia, Ludovic al IV-lea, Mare Duce de Hesse. Prin familia Hesse, Prințul și Prințesa Louis de Battenberg erau rude; se cunoșteau încă din copilărie, și vorbeau între ei în engleză.
Louis și Victoria au avut patru copii:
- Alice de Battenberg (1885-1903); căsătorită în 1903 cu Prințul Andrei al Greciei și Danemarcei; mama Ducelui de Edinburgh
- Louise Mountbatten (1889-1965); căsătorită în 1923 cu regele Gustaf al VI-lea Adolf al Suediei
- George Mountbatten (1892-1938); căsătorit în 1916 cu Contesa Nadejda Mihailovna de Torby
- Louis Mountbatten (1900-1979);căsătorit în 1922 cu Edwina Cynthia Annette Ashley

Fratele mai mic al lui Louis, Prințul Henric de Battenberg, s-a căsătorit cu Prințesa Beatrice, cel mai mic copil al reginei Victoria și și-a stabilit reședința cu regina astfel încât Beatrice să poată continua să-și servească mama în calitate de companion și ca secretar general.